# 台湾観光協会
台湾観光協会（たいわんかんこうきょうかい）は、1956年11月29日に台北市の台湾省議会内で設立された、財団法人に属する非営利機関である。現在の台湾本部は台北市民権東路2段9号5Fにある。なお、中華民国交通部観光局(台湾観光局)の設立は1971年6月であり、台湾観光協会のほうが歴史は長い。
日本においては、東京と大阪・名古屋にそれぞれ事務所を構えている。1966年3月、東京に亜東観光協会として設立され、交通部観光局設立とともに「交通部観光局東京弁事処」に名称変更、1972年7月に現在の名称となる。1999年5月に大阪事務所を設立、東日本・西日本の管轄が分かれた。
現在、諸外国には、ニューヨーク、ロサンゼルス、サンフランシスコ、フランクフルト、フィリピン、シンガポール、クアラルンプール、香港、ソウル等に事務所がある。